# Guggendorf
Guggendorf (auch Guggendorf am Hartberg) ist eine Ortschaft in der Gemeinde Schäffern im Bezirk Hartberg-Fürstenfeld in der Steiermark.

## Geografie
Guggendorf ist die nördlichste Ortschaft der Gemeinde, zählt zur Katastralgemeinde Knolln und liegt auf der Nordseite des Hartberges (918 m ü. A.) zwischen dem Knollnwald und dem Zöbernbach. Am 1. April 2020 umfasste die Rotte 53 Adressen.

## Geschichte
Der Ort wurde 1542 erstmals erwähnt und damals als „Guckendorff“ bezeichnet. Die Siedlung dürfte gegen Ende des 13. oder am Anfang des 14. Jahrhunderts auf fünf Gehöften in Streulage entstanden sein. Damals wurde dieses Gebiet als Teuffenbacher Amt am Hartberg bezeichnet und gehörte den Freiherrn von Teuffenbach-Mayerhofen, die in Tiefenbach bei Kaindorf ansässig waren. Im Jahr 1613 ging der Besitz an den Bärnegger Freiherrn Ruprech Rindmaul über. Guggendorf verfügte damals vermutlich über eine gemeinsame Viehweide.

## Verkehr
Bereits die Römer nutzten den Wechsel und den Übergang über den Hartberg als Verkehrsverbindung von Graz nach Wien, so wie die heute durch Guggendorf verlaufende Süd Autobahn. In den 1980ern wurden beim Bau vier Bauernhäuser und fünf Wohnhäuser abgelöst und abgetragen. Davon wurden einige an geeigneteren Stellen wieder errichtet.